# Sciuscià
Sciuscià és una pel·lícula italiana dirigida per Vittorio De Sica i estrenada l'any 1946. Guanyadora de l'Oscar a la Millor Pel·lícula de Parla no Anglesa, 1947, i nominada al Millor Guió Original.

## Argument
A la Roma de postguerra, durant l'ocupació aliada, dos joves amics enllustradors, Giuseppe i Pasquale, somien amb tenir un cavall, però no s'ho poden permetre així que tan sols poden viure netejant botes als carrers de Roma.
Un dia, Attilo, el germà gran de Giuseppe, visita als dos nois. Attilo explica a Pasquale que Panza, un mafiós de la zona, té treball per a ells. Pasquale i Giuseppe es reuneixen amb ell, que els ofereix dues mantes per vendre. Giuseppe i Pasquale les ven a una adivinadora. Després de la venda, Panza, Attilo, i un altre home entren a la casa de la adivinadora fent-se passar per policies i l'acusen de comprar en el mercat negre. Mentrestant, els nois tenen diners suficients per comprar el somiat cavall.
Els nois van per la ciutat amb el cavall. Però l'autèntica policia recull la denúncia de l'adivinadora i acusa els nois d'haver-los robat 700,000 lires, cosa que realment van fer Panza i Attilo. Els nois neguen els càrrecs però Giuseppe i Pasquale són enviats a un reformatori.
Entre maltractaments i incomprensions, sofreixen una experiència dolorosa que els canviarà fins al punt d'arruïnar la seva amistat. La fugida resulta més dramàtica que la detenció i acaba en una tragèdia.

## Comentaris
Sciuscià reflecteix el malestar social d'una Nàpols aterrada per la guerra i l'ocupació nord-americana. Mostra les repercussions que la guerra causa en els més dèbils, els nens. La narració s'acosta a l'estil documental, amb actors del carrer i escenaris reals, sense ficticismes. La pel·lícula, premiada amb un Oscar l'any 1947, es basa en un guió sòlid, signat per Cesare Zavattini.

## Repartiment
- Rinaldo Smordoni: Giuseppe
- Franco Interlenghi: Pasquale
- Aniello Mele: Raffaele
- Bruno Ortensi: Arcangeli
- Emilio Cigoli: Staffera